# Dissolution de la Tchécoslovaquie

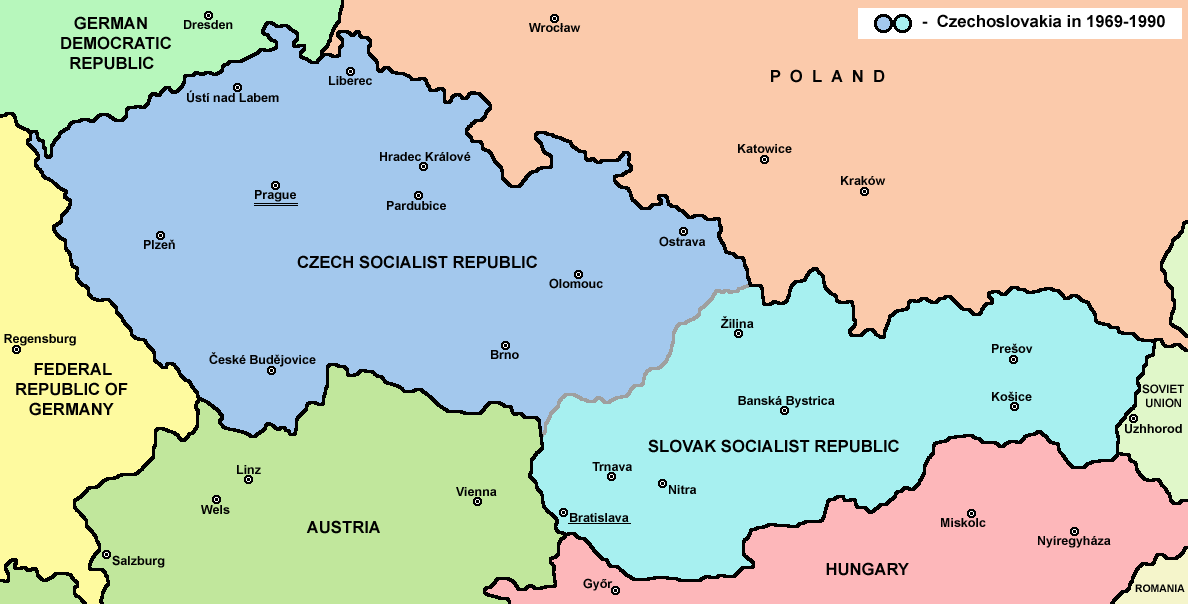
La Tchécoslovaquie, au temps de la République socialiste, avec ses deux composantes d’alors : la République socialiste tchèque et la République socialiste slovaque.

La dissolution de la Tchécoslovaquie est le processus politique qui conduit, en 1992, à la dissolution de la République fédérale tchèque et slovaque et à la partition et transformation de l'État tchécoslovaque en deux États indépendants : la Tchéquie, sous la forme de la République tchèque, et la Slovaquie, sous la forme de la République slovaque.

## Histoire
À la suite de la chute des régimes communistes en Europe, fin 1989, le Parti communiste tchécoslovaque abandonne le pouvoir et cesse d'être parti unique, : le 10 décembre, le premier gouvernement non-communiste est formé. Alexander Dubček, qui vingt et un ans auparavant avait initié le « socialisme à visage humain », est élu à la tête du parlement le 28 décembre ; le lendemain, le porte-parole de la contestation, le dramaturge dissident Václav Havel, est élu à la présidence de la fédération, peu après rebaptisée « République fédérale tchèque et slovaque ».
La désignation à la tête des gouvernements slovaque et tchèque respectivement du nationaliste slovaque Vladimír Mečiar, et du néolibéral pro-européen Václav Klaus révèle les divergences d'intérêt des deux républiques fédérées, les Slovaques réclamant notamment plus de décentralisation, alors que Prague souhaitait un gouvernement fédéral plus fort, capable de représenter les deux nations face aux exigences de l'Union européenne.
Des négociations ont lieu durant l'été entre les deux parties afin de tenter de trouver une formule fédérale adaptée. Mais, le 17 juillet 1992, le parlement slovaque adopte la déclaration d'indépendance de la nation slovaque. Six jours plus tard, Vladimír Mečiar et Václav Klaus se rencontrent à Bratislava et s'accordent sur les modalités de la séparation du pays. Václav Havel, regrettant la partition, démissionne le 20 juillet ; le Premier ministre Jan Stráský, qui a remplacé Marián Čalfa, assure l'intérim à la tête de l'État tchécoslovaque. Le 13 novembre, l'assemblée fédérale divise formellement les territoires tchèque et slovaque. Le 25 novembre, un acte constitutionnel établit le calendrier de la dissolution de la Tchécoslovaquie, qui devient effective le 31 décembre 1992 à minuit. Le 2 février 1993, Václav Havel est élu président de la nouvelle République tchèque indépendante. Michal Kováč devient président de la République slovaque, tandis que Václav Klaus et Vladimír Mečiar restent à la tête de leurs gouvernements respectifs.

## «Divorce de velours»
Cette séparation « à l'amiable », contrastant avec la violence de la dissolution de la Yougoslavie et de la dislocation de l'URSS, a été appelée « divorce de velours » par référence à la « révolution de Velours » qui, du 16 novembre au 29 décembre 1989, avait mis fin sans violences à la dictature de la République socialiste tchécoslovaque.

### Dans la fiction
- 2019 : Un espion très recherché, série TV de HBO Europe diffusée sur Arte en août 2021.